# Московское бюро по правам человека
Московское бюро по правам человека — российская правозащитная организация, некоммерческое партнёрство, основанное в 2002 году. Директор — Александр Семёнович Брод.

## Деятельность
Организация проводит ежедневный мониторинг по нарушению прав человека в России и мониторинг «Ксенофобия, расовая дискриминация, антисемитизм и религиозные преследования в регионах РФ». Информация размещается в интернете, а также в российских и зарубежных СМИ. Каждый год бюро выпускает итоговой сборник материалов, который направляется в администрацию Президента России, руководителям субъектов Федерации, в Генеральную прокуратуру и Министерство юстиции.
Поддерживает контакты с российскими неправительственными организациями, аппаратом Уполномоченного по правам человека в России, Комиссией по правам человека при Президенте России, Государственной Думой России, Общественной палатой, Российской академией наук, национальными и религиозными организациями.

## Общественный совет
- Гасан Мирзоев — президент Гильдии российских адвокатов
- Алла Гербер — писатель, президент фонда «Холокост», член Общественной палаты РФ
- Владимир Илюшенко — политолог, председатель клуба «Московская трибуна»
- Евгений Прошечкин — председатель Московского антифашистского центра
- Валентин Оскоцкий — секретарь Союза писателей Москвы, главный редактор газеты «Литературные вести»
- Леонид Жуховицкий — писатель и публицист
- Александр Рекемчук — директор издательства «Пик», профессор Литературного института
- Марк Розовский — народный артист России, режиссёр
- Антон Цветков — председатель попечительского совета Ассоциации «Контркриминал»
- Григорий Крошнер — генерал-майор юстиции
- Алексей Сурков — генеральный директор клуба «Народный депутат»
- Елена Бурлина — доктор философских наук, профессор
- Илья Рассолов — доктор юридических наук, профессор[1]